# Црвено слово
Црвено слово је колоквијални назив за велики хришћански верски празник. Назив потиче од тога што су датуми тих празника у црквеном календару приказани црвеним словима. Тог дана се не ради, иде се у цркву. Уједно свака недеља је и црвено слово, јер је недеља седми дан - 4. Божија заповест.
Црвено слово се нарочито поштује у сеоским срединама и поред религијског значаја даје могућност да се људи мало одморе и друже. Термин црвено слово најчешћу употребу ужива у српском народу, па се тако везује за православље.